# Cefradin
Cefradin ist ein Antibiotikum, welches zur Behandlung von verschiedenen bakteriellen Krankheiten verwendet wird, die durch empfindliche Mikroorganismen verursacht werden. Es wird semisynthetisch hergestellt und kommt aus der Klasse der Cephalosporine der 1. Generation.
Dieses Antibiotikum wurde 1969 von Squibb patentiert.

## Indikation
Cefradin wird bei verschiedenen bakteriellen Infektionen durch entsprechend empfindliche Organismen angewendet. Darunter fallen zum Beispiel eine Harnwegsinfektion, die Septikämie, die Pneumonie, eine Mittelohrentzündung, die Endokarditis oder auch eine Bronchitis.

## Wirkungsprinzip
Die Cefradin-Moleküle binden sich – wie alle Cephalosporine – an spezifische Penicillin-bindende Proteine, die sich in der bakteriellen Zellwand befinden und die für den Neuaufbau der bakteriellen Zellwand benötigt werden. Dadurch wird die weitere Synthese der bakteriellen Zellwand gehindert.
Cefradin wirkt sowohl gegen grampositive als auch gegen gramnegative Bakterien und ist wirksam gegen die meisten Stämme Penicillinase-bildender Staphylokokken.

## Applizierung und Verstoffwechselung
Cefradin wird meist peroral verabreicht. Es ist säurestabil und wird schnell vom Körper aufgenommen. Durch Nahrungsaufnahme wird die Aufnahme verlangsamt, aber nicht gemindert. Cefradin kann aufgrund der guten Absorption auch intramuskulär verabreicht werden. Die nach der Aufnahme gemessenen Konzentrationen im Plasma sind bei oraler und intramuskulärer Verabreichung nahezu identisch.
Cefradin ist stabil gegenüber vielen Beta-Lactamasen. Es wird wenig an Plasmaproteine gebunden und weist ein großes Verteilungsvolumen auf, wodurch hohe Gewebespiegel erreicht werden.
Innerhalb von sechs Stunden wird das Antibiotikum zu mehr als 90 Prozent unverändert mit dem Urin ausgeschieden.

## Fertigarzneimittel
Dexef (F), Nicef (UK)